# Jacques Pellegrin (pittore)
Jacques Pellegrin (Aix-en-Provence, 17 giugno 1944 – 7 aprile 2021) è stato un pittore francese.

## Biografia
Pittore della Nouvelle figuration, Jacques Pellegrin inizia a dipingere all'età di otto anni. A undici anni vinse il primo premio della città di Aix-en-Provence.
Il suo stile è dapprima affine alla corrente realista classica, poi scopre l'impressionismo e la sua influenza durerà fino al 1970.
Dopo aver studiato da traduttore-interprete a Monaco di Baviera, si è laureato in tedesco ad Aix-en-Provence. L'insegnamento viene rapidamente abbandonato a favore di una vita da artista. Si dedica interamente alla pittura dal 1980 e studia l'espressionismo tedesco.
Il pittore è influenzato dal fauvismo e dall'espressionismo francese con Vincent van Gogh poi André Derain, Albert Marquet, Kees van Dongen, Henri Matisse, ma anche dalle scuole provenzali e marsigliesi: Auguste Chabaud, Louis-Mathieu Verdilhan, Pierre Ambrogiani.
La sua linea guida fondamentale: dipingere e rappresentare la sua epoca, il suo tempo. Usa spesso colori accesi e caldi e sottolinea le sue figure con una spessa linea nera. Ogni tela racconta una storia, un aneddoto, un ricordo. Allo stesso tempo, saldamente ancorato al suo tempo, quando Jacques Pellegrin evoca il passato, non vi mette nostalgia ma semplicemente affetto.
Ora è riconosciuto e menzionato nel dizionario biografico Bénézit 1999 e 2006.